# Клівленд (округ Чіппева, Вісконсин)
Клівленд (англ. Cleveland) — місто (англ. town) в США, в окрузі Чиппева штату Вісконсин. Населення — 889 осіб (2020).

## Демографія
Згідно з переписом 2010 року, у місті мешкали 864 особи в 318 домогосподарствах у складі 240 родин. Було 412 помешкання
Расовий склад населення:
| - 98,0 % — білих - 0,9 % — чорних або афроамериканців - 0,2 % — корінних американців - 0,1 % — азіатів |

До двох чи більше рас належало 0,7 %. Частка іспаномовних становила 1,0 % від усіх жителів.
За віковим діапазоном населення розподілялося таким чином: 21,9 % — особи молодші 18 років, 67,0 % — особи у віці 18—64 років, 11,1 % — особи у віці 65 років та старші. Медіана віку мешканця становила 44,4 року. На 100 осіб жіночої статі у місті припадало 114,9 чоловіків;  на 100 жінок у віці від 18 років та старших — 120,6 чоловіків також старших 18 років.
Середній дохід на одне домашнє господарство  становив 65 370 доларів США (медіана — 53 250), а середній дохід на одну сім'ю — 73 968 доларів (медіана — 63 333). Медіана доходів становила 33 750 доларів для чоловіків та 31 484 долари для жінок. За межею бідності перебувало 15,4 % осіб, у тому числі 12,5 % дітей у віці до 18 років та 6,9 % осіб у віці 65 років та старших.
Цивільне працевлаштоване населення становило 484 особи. Основні галузі зайнятості: виробництво — 24,4 %, освіта, охорона здоров'я та соціальна допомога — 16,3 %, сільське господарство, лісництво, риболовля — 16,1 %.